# Регламент про неплатоспроможність
Регла́мент про неплатоспромо́жність — нормативно-правовий акт Європейського Союзу щодо правил юрисдикції для відкриття провадження у справі про неплатоспроможність у Європейському Союзі. Він визначає, які суди держав-членів мають юрисдикцію.

## Історія
Держави-члени Європейського Союзу прийняли Конвенцію про процедури банкрутства в 1995 році, однак вона ніколи не набула чинности, оскільки потрібна була ратифікація всіма державами-членами, а Сполучене Королівство не підписало її протягом строків, визначених у Конвенції.

## Зміст
Регламент про провадження у справах про неплатоспроможність 2000 року був ухвалений 29 травня 2000 року та набув чинности 31 травня 2002 року. Він замінив зміст Конвенції 1995 року. Регламент застосовується між усіма державами-членами Європейського Союзу, за винятком Данії, яка має право на неучасть від участи в зоні свободи, безпеки та справедливості, і зосереджується на створенні рамок для відкриття провадження та автоматичного визнання та співробітництво між різними державами-членами. Що незвично для європейського регулювання, Регламент про неплатоспроможність не спрямований на гармонізацію законодавства про неплатоспроможність між різними державами-членами.
Подібно до Типового закону ЮНСІТРАЛ про транскордонну неспроможність, Регламент також використовує концепцію центру основних інтересів (або «COMI»). Визначення COMI залишається на розсуд держав-членів при імплементації Регламенту, але параграф (13) преамбули зазначає: «Центр основних інтересів» повинен відповідати місцю, де боржник здійснює управління своїми інтересами на регулярній основі і, отже, може бути перевірено третіми сторонами». Якщо COMI суб’єкта господарювання знаходиться за межами Європейського Союзу, то процедура банкрутства не підпадає під дію Регламенту. Стосовно компаній існує припущення, що зареєстрованим офісом буде COMI компанії, але це припущення можна (і часто) спростувати.
Регламент не дає визначення неплатоспроможности, але він визначає процедуру неплатоспроможности як «колективну процедуру неплатоспроможности, яка тягне за собою часткове або повне позбавлення боржника та призначення ліквідатора». Стаття 3 поділяє провадження на основне провадження та територіальне провадження. Основне провадження має екстериторіальну дію на всій території Європейського Союзу. Одне із занепокоєнь, яке було висловлено щодо Регламенту, полягало в тому, що (крім посилання на Суд Справедливості) не існує механізму визначення того, яке провадження слід вважати основним, якщо дві або більше юрисдикції стверджують, що їх власне провадження є основним провадженням.
У 2015 році було ухвалено поправку до регламенту, яка знову поширилася на всі країни-члени ЄС, крім Данії.